# Compton (district électoral)
Circonscription électorale provinciale du Canada
Compton est une ancienne circonscription électorale provinciale du Québec.

## Liste des députés

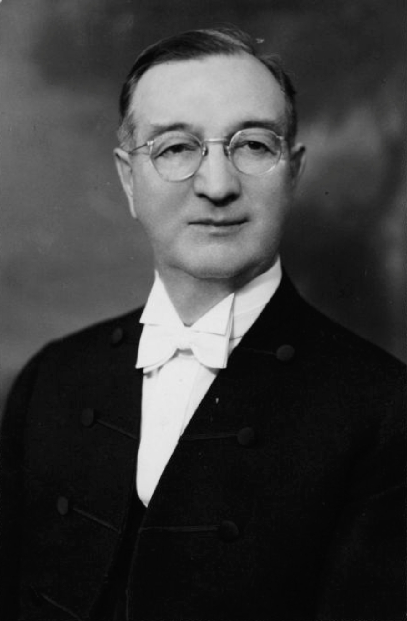
Jacob Nicol est député de Compton de 1923 à 1929 pour le Parti libéral du Québec

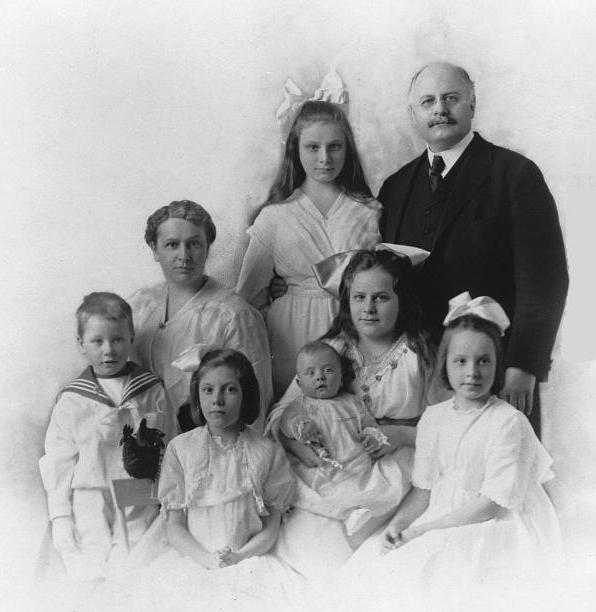
Andrew Ross McMaster est député de Compton de 1929 à 1931 pour le Parti libéral du Québec

|  | 1867 - 1871 | James Ross               | Conservateur    |
|  | 1871 -1875  | William Sawyer           | Conservateur    |
|  | 1875 - 1878 | William Sawyer           | Conservateur    |
|  | 1878 - 1881 | William Sawyer           | Conservateur    |
|  | 1881 - 1886 | William Sawyer           | Conservateur    |
|  | 1886 - 1890 | John McIntosh            | Conservateur    |
|  | 1890 - 1892 | John McIntosh            | Conservateur    |
|  | 1892 - 1894 | John McIntosh            | Conservateur    |
|  | 1894 - 1897 | Charles McClary          | Conservateur    |
|  | 1897 - 1900 | James Hunt               | Libéral         |
|  | 1900 - 1904 | Allen Wright Giard       | Conservateur    |
|  | 1904 - 1908 | Allen Wright Giard       | Conservateur    |
|  | 1908 - 1912 | Allen Wright Giard       | Conservateur    |
|  | 1912 - 1916 | George Nathaniel Scott   | Libéral         |
|  | 1916 - 1919 | George Nathaniel Scott   | Libéral         |
|  | 1919 - 1923 | Camille-Émile Desjarlais | Libéral         |
|  | 1923 - 1927 | Jacob Nicol              | Libéral         |
|  | 1927 - 1929 | Jacob Nicol              | Libéral         |
|  | 1929 - 1931 | Andrew Ross McMaster     | Libéral         |
|  | 1931 - 1935 | William James Duffy      | Libéral         |
|  | 1935 - 1936 | Payson Alton Sherman     | Conservateur    |
|  | 1936 - 1939 | Payson Alton Sherman     | Union nationale |
|  | 1939 - 1944 | William James Duffy      | Libéral         |
|  | 1944 - 1946 | William James Duffy      | Libéral         |
|  | 1946 - 1948 | Charles Daniel French    | Union nationale |
|  | 1948 - 1952 | Charles Daniel French    | Union nationale |
|  | 1952 - 1954 | Charles Daniel French    | Union nationale |
|  | 1954 - 1956 | John William French      | Union nationale |
|  | 1956 - 1957 | Fabien Gagnon            | Libéral         |
|  | 1957 - 1960 | Claude-Gilles Gosselin   | Union nationale |
|  | 1960 - 1962 | Claude-Gilles Gosselin   | Union nationale |
|  | 1962 - 1966 | Claude-Gilles Gosselin   | Union nationale |
|  | 1966 - 1970 | Claude-Gilles Gosselin   | Union nationale |
|  | 1970 - 1972 | Joseph-Omer Dionne       | Libéral         |

Légende: Les années en italiques indiquent les élections partielles.